# Cinema do Paraná
O cinema do Paraná retrata o quadro de produção e exibição cinematográficas no estado brasileiro do Paraná. Na produção o estado viveu momentos importantes, como o Movimento Super-8. O cinema é uma das manifestações artísticas no estado e faz parte da cultura do Paraná.
Entende-se por cinema do Paraná (ou cinema paranaense) aquele realizado no estado, com, pelo menos, parte dos recursos de produção locais e com diretor paranaense ou radicado no Paraná. Como audiovisual paranaense considera-se a produção nas mesmas condições, produzida em película ou em outro suporte de imagem em movimento.

## História
No final do século XIX, enquanto a Europa via cinema, o Paraná encerrava sua participação na Revolução Federalista. Este momento político, mais a Proclamação da República no Brasil e a abolição da escravatura, situam o estado nas últimas duas décadas de 1800. Nesses anos, o Paraná passou por uma série de mudanças políticas e administrativas.
A sociedade paranaense era formada basicamente por colonizadores portugueses e negros, mais imigrantes, como alemães, italianos e poloneses, estabelecidos a partir do início do século XX. A erva-mate era tida como a maior riqueza econômica, responsável por 31% do orçamento do estado. Em termos de lazer ligado a espetáculos de artes, observe-se que não havia um grupo local em atividade artística, mas havia o hábito de assistir a concertos, teatro e ópera em apresentações itinerantes.
No Paraná as primeiras exibições rudimentares cinematográficas pré-Lumière aconteceram em Curitiba em 25 de agosto de 1897, no antigo Teatro Hauer. As companhias começaram a dedicar-se somente à exibição do cinematógrafo a partir do ano de 1900. Já as primeiras filmagens realizadas no Paraná eram produzidas por cineastas estrangeiros, vindos com as companhias de variedades, que abordavam o cotidiano da sociedade, como paradas militares e comemorações cívicas, a natureza exuberante, como as Cataratas de Foz do Iguaçu e até a Estrada de Ferro Curitiba-Paranaguá, na Serra do Mar. O jornal A República apresentou em 1902 a primeira crítica sobre a produção cinematográfica de um o conteúdo produzido no Paraná.

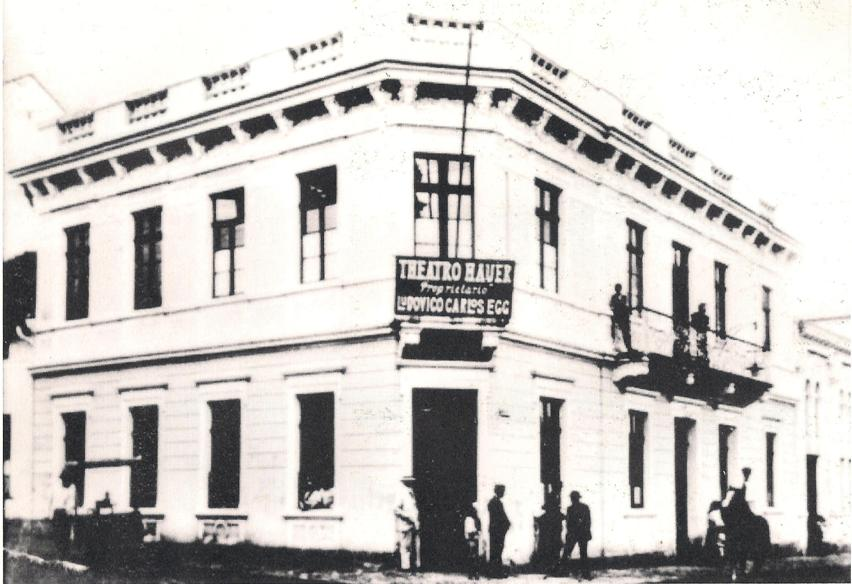
Teatro Hauer em 1913, berço das primeiras sessões de cinema no Paraná.

Annibal Requião foi o pioneiro do cinema paranaense, considerado o patrono do cinema no Paraná. O cineasta registrou em 1907 o desfile comemorativo ao aniversário da República no dia 15 de novembro. Dos 300 filmes que teria produzido, dois deles foram recuperados: Panorama de Curityba e Carnaval em Curitiba, ambos da década 1910. Outro pioneiro foi João Groff, que teve como primeiro trabalho as imagens de uma viagem a Foz do Iguaçu, as Cataratas do Iguaçu e as Sete Quedas, em Guaíra. Era a primeira vez que um cinegrafista paranaense filmava as Cataratas do Iguaçu. Feito e exibido em 1926, o filme recebeu o nome de Iguassu e Guayra, com um tal sucesso que chegou a ser vendido aos americanos, que o utilizaram como parte de um filme chamado Maravilhas da Natureza. Foi também responsável por Pátria Redimida, de 1930, que se tornou o principal filme do período mudo paranaense, se transformando em um clássico do cinema documentário brasileiro. A obra possui imagens raras e históricas da passagem de Getúlio Vargas pelo Paraná. Groff comprou o Cine América, do qual foi proprietário durante dez anos. Outros pioneiros foram José Cleto, Arthur Rogge e Hikoma Udihara.

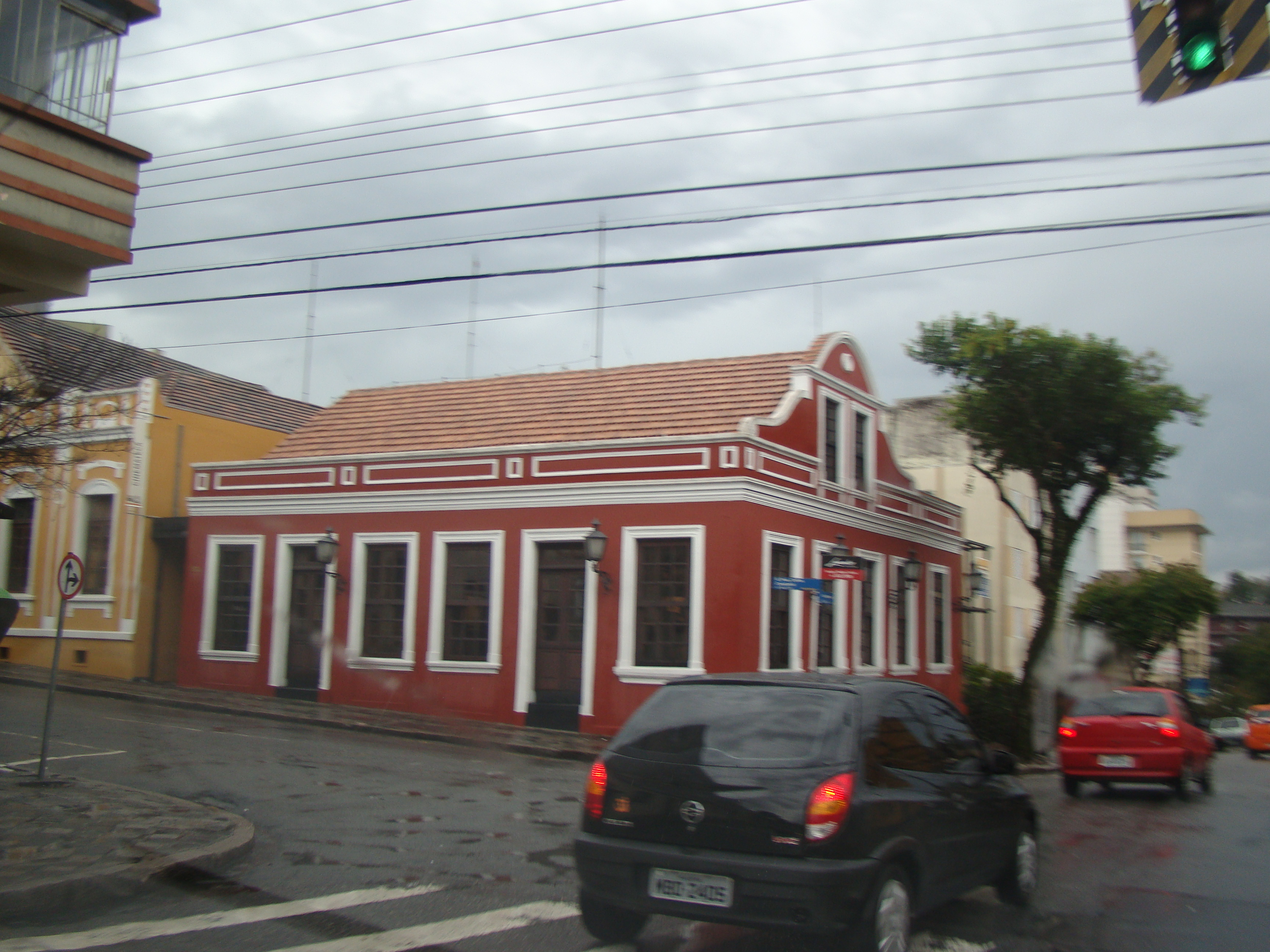
Cinemateca de Curitiba.

A partir da década de 1930, o Paraná sofre forte influência da atuação do Departamento de Imprensa e Propaganda do Paraná (DIP), predominando produções para o Governo do Estado, como os cinejornais estatais e cenas de registros de eventos oficiais. Já na década de 1940, Eugênio Felix, proprietário de uma produtora chamada de Companhia Cinematográfica Paranaense, implantou o primeiro laboratório com som no Paraná e, como muitos cinegrafistas da época, também trabalhou para o DIP, e foi um dos principais realizadores dos cinejornais locais. Na década de 1950 o destaque foi Vladimir Kozák, com um importante registro de indígenas do Paraná. Na década de 1960, o premiado Sylvio Back, que começou a carreira no Paraná. O primeiro longa produzido no Paraná foi Senhor Bom Jesus da Cana Verde (1967), dirigido por Gabrielângelo Caramore e Juracy Garanhani, na cidade de Siqueira Campos. Posteriormente, foram lançados Maré Alta (1968), de Eugênio Contin, e Lance Maior (1968), dirigido por Sylvio Back.
A partir da década de 1970 teve um aumento significativo de cineastas e de produções cinematográficas. Em abril de 1975 foi realizado em Curitiba o I Festival Brasileiro do Filme Super-8. Outro festival que permitiu o intercâmbio de informações e consolidação do movimento paranaense foi a Mostra Nacional de Filme em Super-8, da Escola Técnica Federal do Paraná, com apoio da Cinemateca de Curitiba. Já em 1976 é fundada, em Londrina, a Associação Londrinense de Cineastas Amadores - ALCA. Nos anos de 1980, é sentida a modernização do setor e o cinema documentário paranaense passa a não se ater apenas ao descritivo, mas também se voltando ao posicionamento político, à denúncia e ao questionamento.

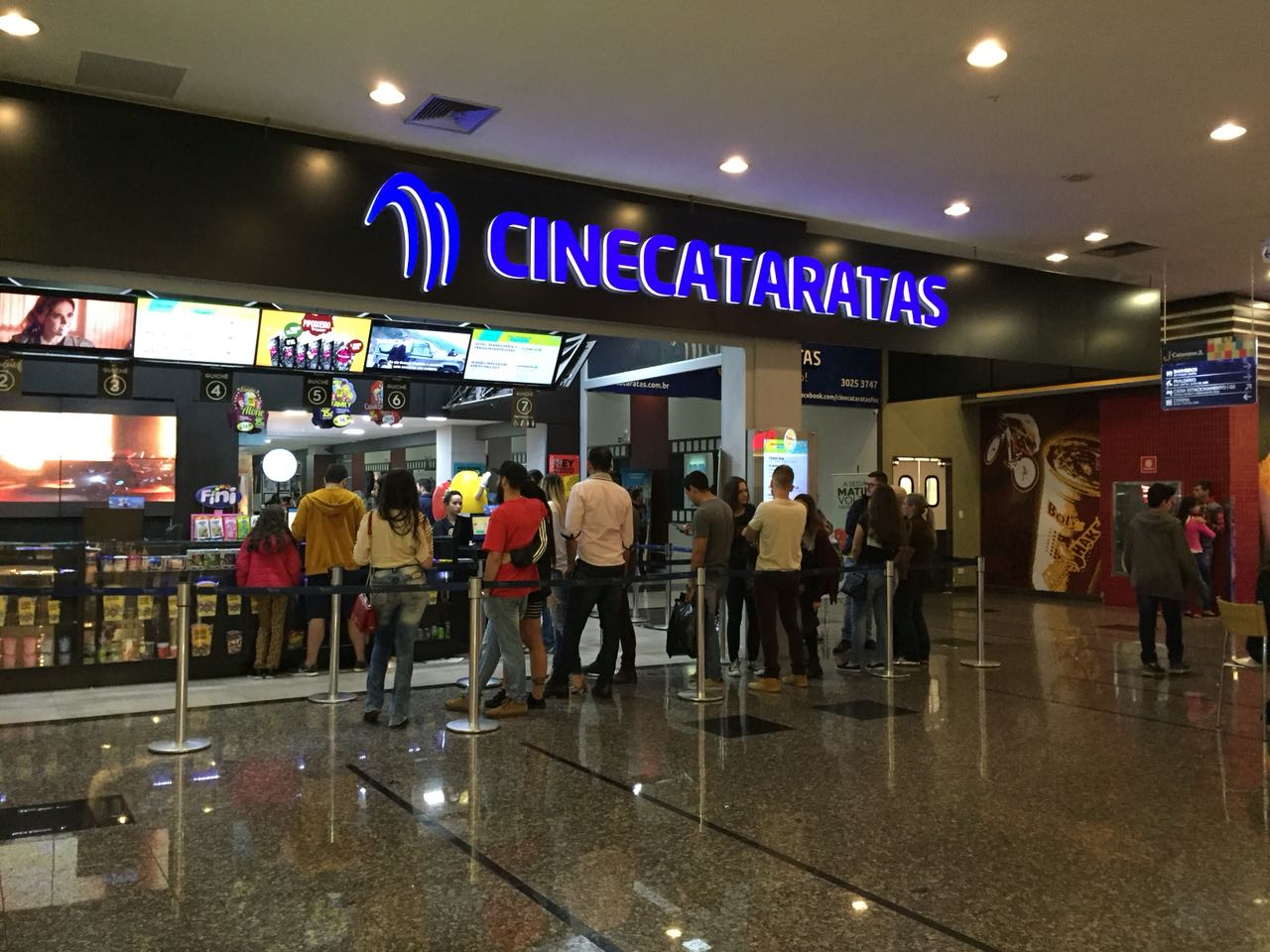
Cinema em Foz do Iguaçu.

Na década de 1990 o Paraná começa a produzir filmes com a criação de leis de incentivo. Além dos incentivos fiscais, a mão de obra também começou a se profissionalizar com a criação de cursos livres de cinema, como a Academia de Artes Cinematográficas - Artcine (1998), O Núcleo de Cinema da PUC (1993), o Curso Especialização de Cinema da Universidade Tuiuti do Paraná (1996) e as oficinas de cinema do Festival de Cinema e Vídeo de Curitiba (1996). Também no interior do Estado, como em Londrina, Maringá, Umuarama e Cascavel. Em 2005 foi criado o curso superior na área de Cinema e Audiovisual, na Faculdade de Artes do Paraná.
Ainda em 2005, foi lançado o livro Dicionário de Cinema do Paraná. A obra, de Francisco Alves dos Santos, resgata a história do cinema paranaense, os primeiros festivais no estado, além de citar profissionais envolvidos na produção, diretores e atores.
Em 2010 foi criada a Universidade Federal da Integração Latino-Americana (Unila) na cidade de Foz do Iguaçu. Em 2012 a instituição passou a ofertar o bacharelado em Cinema e Audiovisual. Em 2019 entrou em funcionamento o curso de Mestrado em Cinema e Artes do Vídeo na Universidade Estadual do Paraná (Unespar).
Em 2019 um levantamento mostrou que apenas 30 cidades paranaenses possuíam salas de cinemas, sendo 55 complexos cinematográficos e 200 salas de exibição. A maioria dos cinemas estão concentrados em Curitiba, que tinha cerca de 81 salas. O setor tem crescido nos últimos anos no Paraná, já que em 2011, por exemplo, haviam 152 salas de cinema em 25 municípios. Cidades do interior do estado recebem eventualmente um programa de cinema itinerante, através do projeto Cinema na Praça. A iniciativa tem como objetivo em proporcionar inclusão, diversão e cultura aos moradores de municípios pequenos, que não possuem cinemas na rua, nem em centros comerciais.

## Festivais e eventos

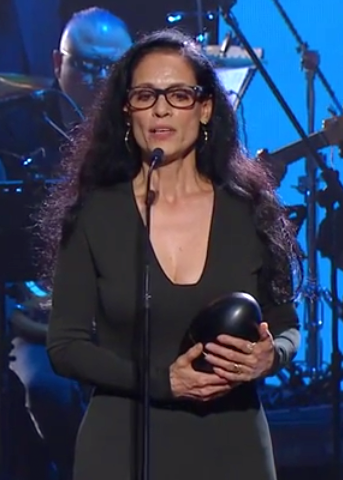
A paranaense atriz de cinema Sônia Braga sendo agraciada com o Prêmio Ibero-Americano de Cinema Fênix de melhor atriz em 2016.

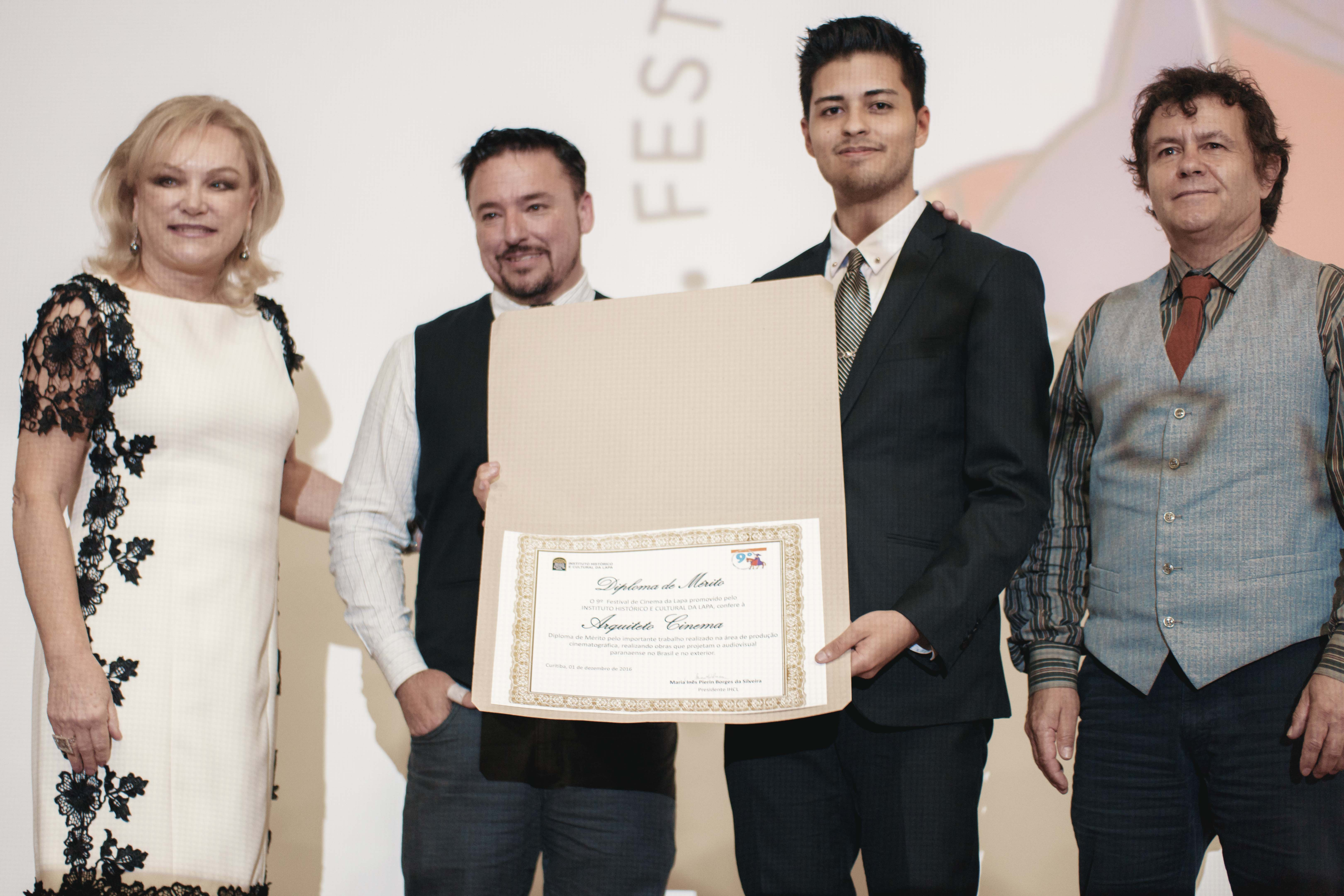
Festival de Cinema da Lapa em 2016.

Alguns eventos ajudaram a difundir o cinema no estado e acabaram consolidando-se, como o Festival de Cinema da Bienal Internacional de Curitiba. A Mostra Londrina de Cinema, evento criado em 1999, com exibição de diferentes filmes entre curtas e longas metragens, sendo que na Competitiva Nacional de Curtas, os filmes concorrem ao Troféu Udihara. O Festival de Cinema de Maringá, evento regional que acontece desde 2004, que entrega o Troféu Cunha de Aço.
Em 2006 foi criado no estado o Festival do Paraná de Cinema Brasileiro Latino, evento de nível nacional e maior evento audiovisual já realizado no estado, com a entrega do Prêmio Araucária de Ouro. O Festival de Cinema da Lapa, realizado desde de 2007, com mostra competitiva, oficinas e homenagens com o Troféu Tropeiro, com apoio do Instituto Histórico e Cultural da Lapa. Na mesma época foi criado o Festival de Cinema de Cascavel, com o objetivo de estimular a produção cultural na região, com mostras de filmes, palestras, oficinas e exposições, com destaque para as produções locais.
A partir de 2014, Cornélio Procópio, no norte do estado, passou a organizar o CineUrge - Festival de Cinema de Cornélio Procópio, evento regional de caráter educativo e informativo, que promove atividades como oficinas e debates, com apoio da Secretaria Municipal de Cultura da Prefeitura de Cornélio Procópio, da Universidade Tecnológica Federal do Paraná, e da Universidade Estadual do Norte do Paraná. Mais recentemente, Foz do Iguaçu passou a promover e a sediar o Festival Latino-Americano de Cinema, evento internacional que busca reunir oficinas, debates e atividades culturais na fronteira.